# Dornbirni járás
A Dornbirni járás, kerület (németül Bezirk Dornbirn)  Ausztria legnyugatibb tartományának, Vorarlbergnek a négy járása közül a legkisebb. Az Alpokban, a Rajna völgyében fekszik. Székhelye Dornbirn. 1969-ben szakadt el a Feldkirchi járástól.

## Közigazgatási beosztás
A járásban 3 község található, melyek közül kettő városi rangot visel, egy pedig mezőváros. A járás mezővárosa Ausztria legnagyobb népességű mezővárosa. A községek a következők (zárójelben a népesség szerepel):
Városok (Stadt)
- Dornbirn (46 080)
- Hohenems (15 350)

Mezővárosok (Marktgemeinde)
- Lustenau (21 291)

## Fordítás
Ez a szócikk részben vagy egészben  a   Dornbirn District című angol Wikipédia-szócikk ezen változatának fordításán alapul.  Az eredeti cikk szerkesztőit annak laptörténete sorolja fel. Ez a jelzés csupán a megfogalmazás eredetét és a szerzői jogokat jelzi, nem szolgál a cikkben szereplő információk forrásmegjelöléseként.

## Külső hivatkozások
- Honlap (németül)